# کالامپاکی
کالامپاکی (به لاتین: Kalampaki) یک منطقهٔ مسکونی در یونان است که در Doxato Municipality واقع شده‌است.